# Kalmunai
Kalmunai è una città dello Sri Lanka, situata nella Provincia Orientale.